# Casbia vagaria
Casbia vagaria är en fjärilsart som beskrevs av Walker 1862. Casbia vagaria ingår i släktet Casbia och familjen mätare. Inga underarter finns listade i Catalogue of Life.